# WTA Bogotà
Il WTA Bogotà è un torneo professionistico femminile di tennis che si disputa a Bogotà in Colombia. 
Questo evento è giocato sulla terra rossa dal 1998 e fa parte del WTA Tour nella categoria dei tornei WTA 250.
Nel corso degli anni ha mantenuto lo sponsor principale Colsanitas e ha cambiato più volte il nome dello sponsor secondario, tra cui Copa Colsanitas Seguros Bolivia dal 2004 al 2006, Copa BBVA Colsanitas dal 2010 al 2012, e Claro Open Colsanitas dal 2014 al 2019. L'edizione del 2020 non viene disputata a causa della pandemia di COVID-19. Dal 2022, il torneo viene sponsorizzato da Zurich e prende il nome di Copa Colsanitas presentado por Zurich.

## Albo d'oro

### Singolare
| Anno | Categoria                             | Campionessa                           | Finalista                             | Punteggio                             |
| ---- | ------------------------------------- | ------------------------------------- | ------------------------------------- | ------------------------------------- |
| 1998 | Tier IV                               | Paola Suárez (1)                      | Sonya Jeyaseelan                      | 6–3, 6–4                              |
| 1999 | Tier IV                               | Fabiola Zuluaga                       | Christína Papadáki                    | 6–1, 6–3                              |
| 2000 | Tier IV                               | Patricia Wartusch                     | Tathiana Garbin                       | 4–6, 6–1, 6–4                         |
| 2001 | Tier III                              | Paola Suárez (2)                      | Rita Kuti-Kis                         | 6–2, 6–4                              |
| 2002 | Tier III                              | Fabiola Zuluaga (2)                   | Katarina Srebotnik                    | 6–1, 6–4                              |
| 2003 | Tier III                              | Fabiola Zuluaga (3)                   | Anabel Medina Garrigues               | 6–3, 6–2                              |
| 2004 | Tier III                              | Fabiola Zuluaga (4)                   | María Antonia Sánchez Lorenzo         | 3–6, 6–4, 6–2                         |
| 2005 | Tier III                              | Flavia Pennetta                       | Lourdes Domínguez Lino                | 7–6(4), 6–4                           |
| 2006 | Tier III                              | Lourdes Domínguez Lino (1)            | Flavia Pennetta                       | 7–6(3), 6–4                           |
| 2007 | Tier III                              | Roberta Vinci                         | Tathiana Garbin                       | 6(5)–7, 6–4, 0–3 rit.                 |
| 2008 | Tier III                              | Nuria Llagostera Vives                | María Emilia Salerni                  | 6–0, 6–4                              |
| 2009 | International                         | María José Martínez Sánchez           | Gisela Dulko                          | 6–3, 6–2                              |
| 2010 | International                         | Mariana Duque Mariño                  | Angelique Kerber                      | 6–4, 6–3                              |
| 2011 | International                         | Lourdes Domínguez Lino (2)            | Mathilde Johansson                    | 2–6, 6–3, 6–2                         |
| 2012 | International                         | Lara Arruabarrena Vecino              | Aleksandra Panova                     | 6–2, 7–5                              |
| 2013 | International                         | Jelena Janković                       | Paula Ormaechea                       | 6–1, 6–2                              |
| 2014 | International                         | Caroline Garcia                       | Jelena Janković                       | 6–3, 6–4                              |
| 2015 | International                         | Teliana Pereira                       | Jaroslava Švedova                     | 7–6(2), 6–1                           |
| 2016 | International                         | Irina Falconi                         | Sílvia Soler Espinosa                 | 6–2, 2–6, 6–4                         |
| 2017 | International                         | Francesca Schiavone                   | Lara Arruabarrena                     | 6–4, 7–5                              |
| 2018 | International                         | Anna Karolína Schmiedlová             | Lara Arruabarrena                     | 6–2, 6–4                              |
| 2019 | International                         | Amanda Anisimova                      | Astra Sharma                          | 4–6, 6–4, 6–1                         |
| 2020 | Annullato per pandemia di Coronavirus | Annullato per pandemia di Coronavirus | Annullato per pandemia di Coronavirus | Annullato per pandemia di Coronavirus |
| 2021 | WTA 250                               | Camila Osorio (1)                     | Tamara Zidanšek                       | 5–7, 6–3, 6–4                         |
| 2022 | WTA 250                               | Tatjana Maria (1)                     | Laura Pigossi                         | 6–3, 4–6, 6–2                         |
| 2023 | WTA 250                               | Tatjana Maria (2)                     | Peyton Stearns                        | 6–3, 2–6, 6–4                         |
| 2024 | WTA 250                               | Camila Osorio (2)                     | Marie Bouzková                        | 6–3, 7–6(5)                           |
| 2025 | WTA 250                               | Camila Osorio (3)                     | Katarzyna Kawa                        | 6-3, 6-3                              |

### Doppio
| Anno | Categoria                             | Campionesse                                        | Finaliste                                      | Punteggio                             |
| ---- | ------------------------------------- | -------------------------------------------------- | ---------------------------------------------- | ------------------------------------- |
| 1998 | Tier IV                               | Janette Husárová (1) Paola Suárez (1)              | Melissa Mazzotta Ekaterina Sysoeva             | 3–6, 6–2, 6–3                         |
| 1999 | Tier IV                               | Christína Papadáki Seda Noorlander                 | Laura Montalvo Paola Suárez                    | 6–4, 7–6(5)                           |
| 2000 | Tier IV                               | Laura Montalvo Paola Suárez (2)                    | Rita Kuti-Kis Petra Mandula                    | 6–4, 6–2                              |
| 2001 | Tier III                              | Tathiana Garbin Janette Husárová (2)               | Laura Montalvo Paola Suárez                    | 6–4, 2–6, 6–4                         |
| 2002 | Tier III                              | Virginia Ruano Pascual Paola Suárez (3)            | Tina Križan Katarina Srebotnik                 | 6–2, 6–1                              |
| 2003 | Tier III                              | Katarina Srebotnik Åsa Svensson                    | Tina Križan Tetjana Perebyjnis                 | 6–2, 6–1                              |
| 2004 | Tier III                              | Barbara Schwartz Jasmin Wöhr                       | Anabel Medina Garrigues Arantxa Parra Santonja | 6–1, 6–3                              |
| 2005 | Tier III                              | Emmanuelle Gagliardi Tina Pisnik                   | Ľubomíra Kurhajcová Barbora Záhlavová-Strýcová | 6–4, 6–3                              |
| 2006 | Tier III                              | Gisela Dulko (1) Flavia Pennetta                   | Ágnes Szávay Jasmin Wöhr                       | 7–6(1), 6–1                           |
| 2007 | Tier III                              | Lourdes Domínguez Lino Paola Suárez (4)            | Flavia Pennetta Roberta Vinci                  | 1–6, 6–3, [11–9]                      |
| 2008 | Tier III                              | Iveta Benešová Bethanie Mattek                     | Jelena Kostanić Tošić Martina Müller           | 6–3, 6–3                              |
| 2009 | International                         | Nuria Llagostera Vives María José Martínez Sánchez | Gisela Dulko Flavia Pennetta                   | 7–5, 3–6, [10–7]                      |
| 2010 | International                         | Gisela Dulko (2) Edina Gallovits (1)               | Ol'ga Savčuk Nastas'sja Jakimava               | 6–2, 7–6(6)                           |
| 2011 | International                         | Edina Gallovits-Hall (2) Anabel Medina Garrigues   | Sharon Fichman Laura Pous Tió                  | 2–6, 7–6(6), [11–9]                   |
| 2012 | International                         | Eva Birnerová Aleksandra Panova                    | Mandy Minella Stefanie Vögele                  | 6–2, 6–2                              |
| 2013 | International                         | Mandy Minella Tímea Babos                          | Eva Birnerová Aleksandra Panova                | 6–4, 6–3                              |
| 2014 | International                         | Lara Arruabarrena (1) Caroline Garcia              | Vania King Chanelle Scheepers                  | 7–6(5), 6–4                           |
| 2015 | International                         | Paula Cristina Gonçalves Beatriz Haddad Maia (1)   | Irina Falconi Shelby Rogers                    | 6–3, 3–6, [10–6]                      |
| 2016 | International                         | Lara Arruabarrena (2) Tatjana Maria                | Gabriela Cé Andrea Gámiz                       | 6–2, 4–6, [10–8]                      |
| 2017 | International                         | Beatriz Haddad Maia (2) Nadia Podoroska            | Verónica Cepede Royg Magda Linette             | 6–3, 4–6, [10–4]                      |
| 2018 | International                         | Dalila Jakupovič Irina Chromačëva (1)              | Mariana Duque Mariño Nadia Podoroska           | 6–3, 6–4                              |
| 2019 | International                         | Zoe Hives Astra Sharma (1)                         | Hayley Carter Ena Shibahara                    | 6–1, 6–2                              |
| 2020 | Annullato per pandemia di Coronavirus | Annullato per pandemia di Coronavirus              | Annullato per pandemia di Coronavirus          | Annullato per pandemia di Coronavirus |
| 2021 | WTA 250                               | Elixane Lechemia Ingrid Neel                       | Mihaela Buzărnescu Anna-Lena Friedsam          | 6–3, 6–4                              |
| 2022 | WTA 250                               | Astra Sharma (2) Aldila Sutjiadi                   | Emina Bektas Tara Moore                        | 4–6, 6–4, [11–9]                      |
| 2023 | WTA 250                               | Irina Chromačëva (2) Iryna Šymanovič               | Oksana Kalašnikova Katarzyna Piter             | 6–1, 3–6, [10–6]                      |
| 2024 | WTA 250                               | Cristina Bucșa (1) Kamilla Rachimova               | Anna Bondár Irina Chromačëva                   | 7–6(5), 3–6, [10–8]                   |
| 2025 | WTA 250                               | Cristina Bucșa (2) Sara Sorribes Tormo             | Irina Bara Laura Pigossi                       | 5-7, 6-2, [10-5]                      |